# Ann Sirot e Raphaël Balboni
Ann Sirot (Parigi, 18 maggio 1980) e  
Raphaël Balboni (Troyes, 11 novembre 1978) sono due registi e sceneggiatori francesi, attivi nel cinema belga.
Balboni è anche montatore.

## Biografia
Il loro esordio nel lungometraggio, la commedia drammatica sulla demenza senile La folle vita (2020), è stato accolto positivamente dalla critica ed ha stabilito un record ricevendo 12 candidature ai premi Magritte, vincendone poi sette, tra cui miglior film.

## Filmografia
- La Version du loup – cortometraggio (2011)
- Fable domestique – cortometraggio (2013)
- Avec Thelma – cortometraggio (2017)
- La folle vita (Une vie démente) (2020)
- La sindrome degli amori passati (Le Syndrome des amours passées) (2023)

## Riconoscimenti
- Premio Magritte
  - 2012 - Candidatura al miglior cortometraggio per La Version du loup
  - 2013 - Candidatura al miglior cortometraggio per Fable domestique
  - 2018 - Miglior cortometraggio per Avec Thelma
  - 2022 - Migliore sceneggiatura per La folle vita
  - 2022 - Candidatura alla migliore opera prima per La folle vita
  - 2022 - Candidatura alla miglior regia per La folle vita
  - 2022 - Candidatura al miglior montaggio per La folle vita
  - 2024 - Miglior montaggio per La sindrome degli amori passati
  - 2024 - Candidatura alla miglior regia per La sindrome degli amori passati
  - 2024 - Candidatura alla migliore sceneggiatura per La sindrome degli amori passati

- Bergamo Film Meeting
  - 2021 - Rosa camuna d'oro per La folle vita